# 泉藩
泉藩（いずみはん）は、陸奥国南部（磐城国）菊多郡（現在の福島県いわき市泉）に存在した藩。藩庁は泉陣屋（ただし、歴代藩主は城主格に列せられた）。

## 概要
元和8年（1622年）、鳥居忠政が磐城平藩から出羽山形藩へ移封された後、平には上総佐貫藩から内藤政長が7万石で入った。このとき、政長の嫡男内藤忠興は父とは別に2万石を領していた。そして寛永11年（1634年）10月、政長が死去して忠興が家督を継ぐと、忠興の2万石は政長の遺命によって末子の内藤政晴が継ぐこととなった。これが泉藩の立藩である。
正保3年（1646年）2月、政晴の子の内藤政親が継ぐ。政親は居館と城下町の建設を行なった。政親の跡を継いだ内藤政森は元禄15年（1702年）、上野安中藩へ移封された。入れ替わりで板倉重同が1万5000石で入る。しかし重同の子の板倉勝清は延享3年（1746年）9月、遠江国相良藩へ移封となる。入れ替わりで同藩から本多忠如が1万5000石で入る。本多は日本左衛門取り締まりの失敗をとがめられたともいう。次の本多忠籌の時代から財政難が始まったため、藩政改革が始まる。忠籌は倹約令を出し、風俗の取り締まりなども行って、財政再建に尽力した。その実力を時の老中松平定信に認められ、若年寄から御側御用人に取り立てられ、寛政の改革期には老中格にまで栄進して幕政に参与し、武蔵国・上野国内に5000石を加増され、合計2万石を領する大名となった。
その後、第5代藩主本多忠徳の時代に藩校「汲深館」が設立され、文武奨励・藩風の一新・文化の興隆が図られた。第6代藩主本多忠紀は幕末の幕政に寺社奉行・奏者番として参与する。そして戊辰戦争では幕府軍に与して新政府軍と戦ったため、忠紀は官位剥奪の上、2000石を召し上げられて強制隠居を余儀なくされた。その後、養子の本多忠伸が家督を継いで藩主となり、明治2年（1869年）の版籍奉還で知藩事となる。そして明治4年（1871年）の廃藩置県で、泉藩は廃藩となった。

## 現存建物
市内泉町 Y邸に陣屋裏門が移築現存する。

## 歴代藩主

### 内藤家
2万石 譜代
1. 政晴
2. 政親
3. 政森

### 板倉家
1万5000石 譜代
1. 重同
2. 勝清

### 本多家
1万5000石→2万石→1万8000石 譜代
1. 忠如
2. 忠籌
3. 忠誠
4. 忠知
5. 忠徳
6. 忠紀
7. 忠伸

## 幕末の領地
- 陸奥国（磐城国）
  - 菊多郡のうち - 36村（うち1村の半分を白河県に編入）
- 上野国
  - 勢多郡のうち - 9村
- 武蔵国
  - 埼玉郡のうち - 10村